# Drăgănești (Prahova)
Drăgăneşti è un comune della Romania di 5 068 abitanti, ubicato nel distretto di Prahova, nella regione storica della Muntenia. 
Il comune è formato dall'unione di 7 villaggi: Bărăitaru, Belciug, Cornu de Jos, Drăgănești, Hătcărău, Meri, Tufani.